# 扣庄镇
扣庄镇，原为扣庄乡，是中华人民共和国河北省唐山市迁安市下辖的一个乡镇级行政单位。2021年1月撤乡设镇。

## 行政区划
扣庄镇下辖以下地区：
扣庄村、刘家村、吉王庄村、毕新庄村、东晒甲山村、西晒甲山村、上阶地村、蟒山村、邓新房子村、安新庄村、兰若院村、十里营村、郎庄村、古松庄村、东牛山村、陈官营村、唐庄村、张沟村、田庄村、东李官营庄村、西李官营庄村、任庄村、寺前村、寺后村、潘庄村、阿兰庄村、半坡营村和冶金地质一队。